# Gun Carrier Mark I
De Gun Carrier Mark I is een Brits stuk gemechaniseerde artillerie uit de Eerste Wereldoorlog, het eerste uit de geschiedenis.

## Achtergrond

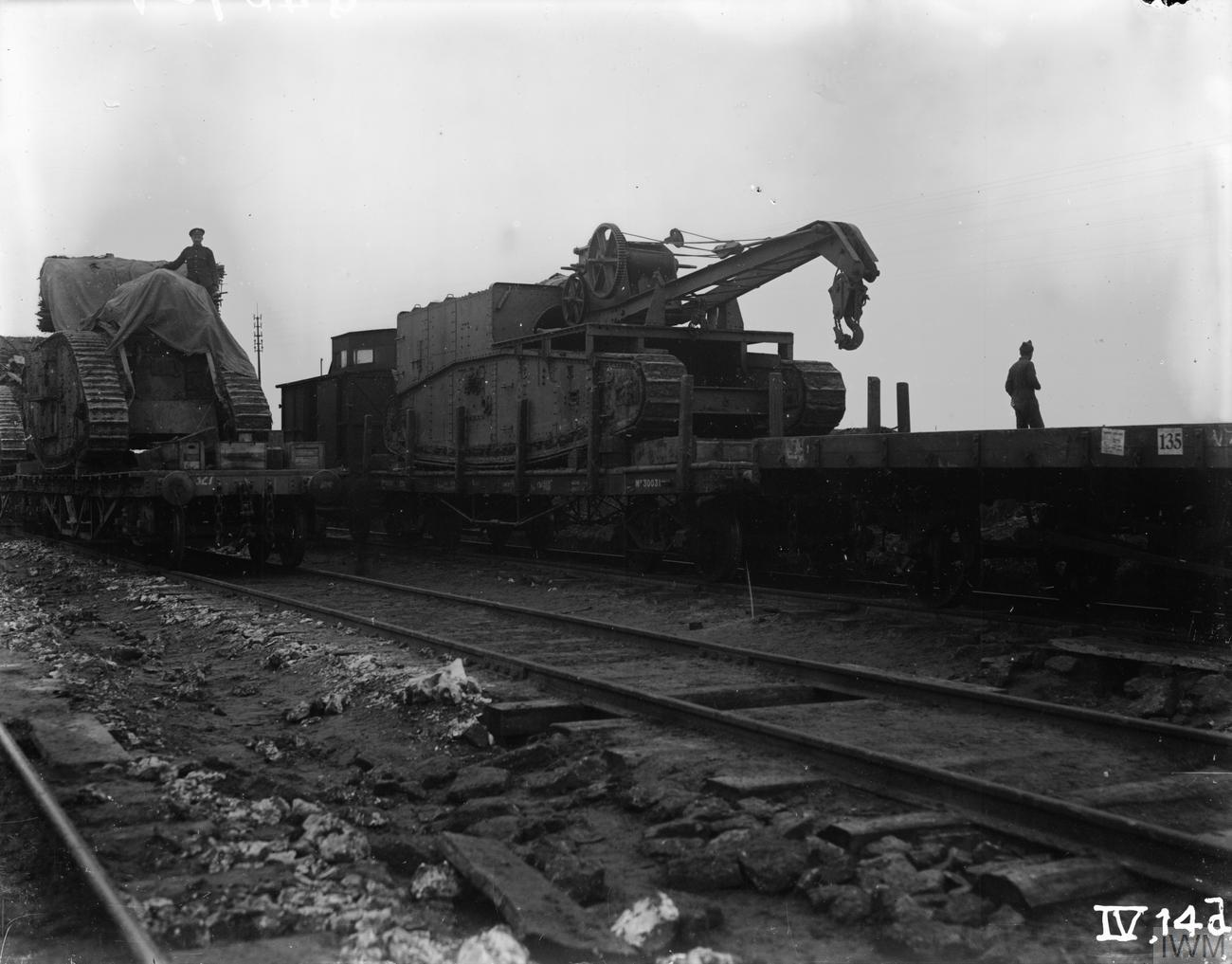
Gun Carrier Crane

Nog voor de eerste Britse tank, de Mark I, ingezet kon worden, begreep men dat in geval van een grote doorbraak de artillerie grote moeite zou hebben de tanks te volgen. Ieder offensief liep dus het risico onmiddellijk weer te stranden door een gebrek aan vuursteun. Bij Metropolitan, de belangrijkste fabrikant van de Mark I, werkte een zekere majoor J.R. Greg die als oplossing hiervoor voorstelde speciale gemechaniseerde artillerie te bouwen met gebruikmaking van onderdelen van de Mark I. Op 5 juni 1916 werd de ontwikkeling van een prototype goedgekeurd en het ontwerpproces begon in juli. Op 3 maart 1917 deed het eerste prototype mee aan de tankwedstrijddag te Oldbury, samen met Mark II testvoertuigen. Hierna begon bij Kitson & Co te Leeds in juni van datzelfde jaar de massaproductie. In juli werd het 48e en laatste exemplaar aan het leger geleverd, samen met twee bergingstanks van een verwant ontwerp die voorzien waren van een kraan: de Gun Carrier Crane.

## Beschrijving
Een enkele blik op het voertuig volstaat om de verwantschap met de Mark I te onderkennen. Bijna ieder onderdeel verraadt zijn afkomst - en toch is het geheel een totaal andere constructie. In plaats van hoge parallellogramvormige rupsbanden is het loopwerk hier haast plat. Boven op de achterste helft daarvan bevindt zich een even platte rechthoekige opbouw: de machinekamer waartoe twee afgeronde deuren aan de achterkant toegang bieden - voor wie althans over het hoge dubbele "stuurwiel" heen weet te springen dat aan de tank bungelt en wel de meest opvallende overeenkomst met de Mark I is. De ruimte waarin de 105 pk-motor zich bevindt, is géén gevechtsruimte. Normaal zit er alleen de commandant in, een mecanicien en twee man om de secundaire versnellingsbakken om te zetten. Men heeft in feite het hele transmissiesysteem van de Mark I toegepast, maar dan achterstevoren geïnstalleerd. De bewapening bevindt zich op de voorste helft van het loopwerk in de vorm van een normaal vijfduims (122 mm) zestigponder veldkanon of zes-duims (152 mm) houwitser die met affuit en al in een open bak neergezet is, met uitzondering van zijn wielen. Als het moet, kan hij er zo weer af gehaald worden: de wielen worden aan de zijkant van het voertuig gewoon meegenomen. Om dit proces te vergemakkelijken wordt het affuit bevestigd aan een balk die omhoog kan klappen zodat het geschut er van voren af kan glijden; twee lieren door de hoofdmotor aangedreven trekken het kanon naar buiten of weer naar binnen. De geschutsbemanning echter werd geacht zich lopend met hun wapen mee te bewegen. Het gaat hier dus letterlijk om een gun carrier. Maar de houwitser kan ook vanaf het voertuig zelf afgevuurd worden en heeft dan een voorraad van 64 granaten. Oorspronkelijk zou ook het veldkanon zo gebruikt moeten kunnen worden, maar men had het geheel te optimistisch ingesteld op een nieuwe "Mark 2"-versie die achteraf nog niet leverbaar bleek te zijn.

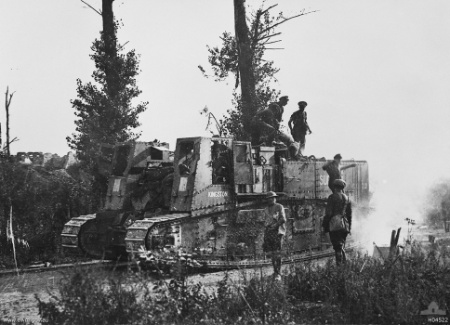
Gun Carrier gebruikt als munitievoertuig

Mocht het geschut verwijderd zijn, kan de carrier wat anders gaan dragen: 130 stuks munitie. Bij het prototype bevonden zich vooraan in de open lucht de twee bemanningsleden die nodig zijn voor de besturing: de chauffeur en de brakesman, de soldaat die de remmen moet bedienen. Bij de productievoertuigen zitten ze ieder links en rechts in hun eigen gepantserde cabine, die alleen van achteren open is en het hoogste punt van het voertuig vormt.

## Operationeel gebruik

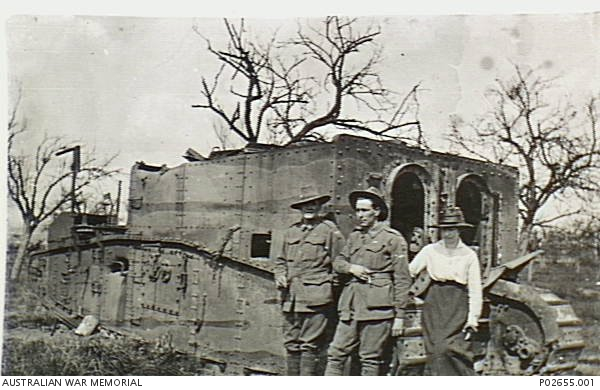
Een bevoorradingstank in 1919

In Frankrijk werden aparte Gun Carrier Companies gevormd die volgens sommige bronnen eerst directe vuurondersteuning gaven. Maar al snel bleek de behoefte aan logistieke ondersteuning - nu echte doorbraken toch uitbleven - veel dringender. De voertuigen werden daarom tot pure bevoorradingstank omgebouwd. Er werd berekend dat één enkele bevoorradingstank van dit type dezelfde effectieve vrachtcapaciteit had als 291 menselijke dragers.

## Project
Begin 1917 werd een houten model op ware grootte gemaakt van de geplande opvolger van de Mark I: de Gun Carrier, Mark II, die het kanon aan zijn achterkant moest dragen. Zelfs het prototype hiervan is nooit afgemaakt - maar het project zorgde er wel voor dat de oorspronkelijke carrier voortaan als Mark I door het leven ging.